# グスタヴァス・ハミルトン (初代ボイン子爵)
初代ボイン子爵グスタヴァス・ハミルトン（英語: Gustavus Hamilton, 1st Viscount Boyne PC PC (Ire)、1642年 – 1723年9月16日）は、アイルランド王国の軍人、政治家、貴族。

## 生涯
フレデリック・ハミルトン閣下（初代ペイズリー卿クラウド・ハミルトンの五男）とシドニー・ヴォーン（Sidney Vaughan、サー・ジョン・ヴォーンの娘）の三男として生まれた。ダブリン大学トリニティ・カレッジで教育を受け、1677年にD.C.L.の学位を修得した。
イングランド陸軍の大尉であり、1685年にジェームズ2世が即位するとイングランド枢密院の枢密顧問官に任命された。名誉革命では1689年にウィリアム3世によってハミルトンの歩兵連隊隊長に任命され、デリー包囲戦とアスローン強襲に参加した後にアスローン総督に就任した。ボイン川の戦いでは乗っていた馬を射殺され、自身もあと一歩のところで死を逃れた。その後、1696年に准将に、1704年に少将に昇進した。また、1691年8月31日から1710年1月10日までと1716年2月22日から1723年9月16日までアルスター副提督を務めた。
1692年から1713年までドニゴール・カウンティ選挙区の代表としてアイルランド庶民院議員を務めた後、ストラバーン選挙区に転じ、1715年9月30日にアイルランド貴族のスタックアランのハミルトン男爵に叙されるまで務めた。1717年8月20日、同じくアイルランド貴族のボイン子爵に叙された。また、1710年にはアイルランド枢密院の枢密顧問官に任命された。
1723年に死去、息子のフレデリック・ハミルトンが1715年に死去していたため孫グスタヴァスが爵位を継承した。

## 家族
サー・ヘンリー・ブルック（Sir Henry Brooke）の次女エリザベス（1721年12月28日没）と結婚、3男1女を儲けた。
- フレデリック（1663年頃 – 1715年12月13日） - アイルランド庶民院議員、第2代ボイン子爵グスタヴァス・ハミルトンの父
- グスタヴァス（1685年頃 – 1735年2月26日） - アイルランド庶民院議員、第3代ボイン子爵フレデリック・ハミルトンと第4代ボイン子爵リチャード・ハミルトンの父
- ヘンリー（1692年2月 – 1743年6月3日） - アイルランド庶民院議員。1722年10月27日、メアリー・ドーソン（Mary Dawson、1770年没、ジョシュア・ドーソンの娘）と結婚、子供あり[8]
- エリザベス - チャールズ・ランバート（Charles Lambart、1753年9月1日没、オリヴァー・ランバートの息子）と結婚、子供あり[8]